# Jeff Plate

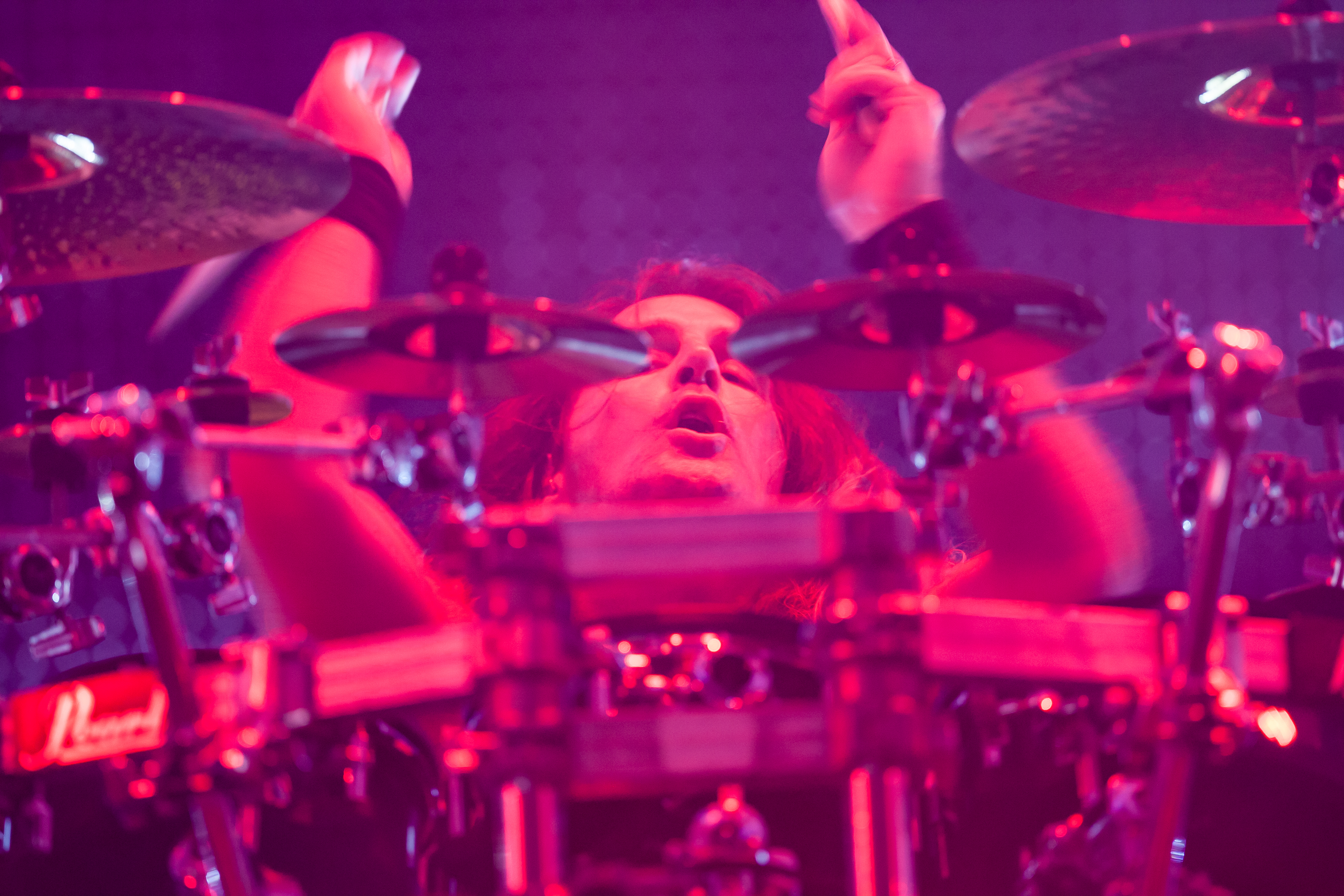
Jeff Plate 2015 mit Savatage auf dem Wacken Open Air

Jeff Plate (* 26. März 1962 in Montour Falls, New York) ist ein US-amerikanischer Metal-Schlagzeuger.

## Anfänge (bis 1993)
Als Plate 1975 die Band Kiss im Fernsehen sah, entschloss er sich, Schlagzeug zu lernen. Zuvor war seine sportliche Kindheit durch eine Verletzung abgebrochen worden. Nachdem er 1986 nach Boston zog, spielte er in unterschiedlichen Bands. Nach einiger Zeit lernte er einen Musiker namens Matt Leff kennen. Dieser machte ihn mit Zachary Stevens bekannt. Er stieß schließlich zu Leffs und Stevens Band Wicked Witch und blieb dort zwei Jahre. Als sich die Band trennte, da Stevens zu Savatage wechselte, zog er nach New York und spielte ein Jahr in der Band Voodoo Rodeo.

## Savatage & Trans-Siberian Orchestra (1993- heute)

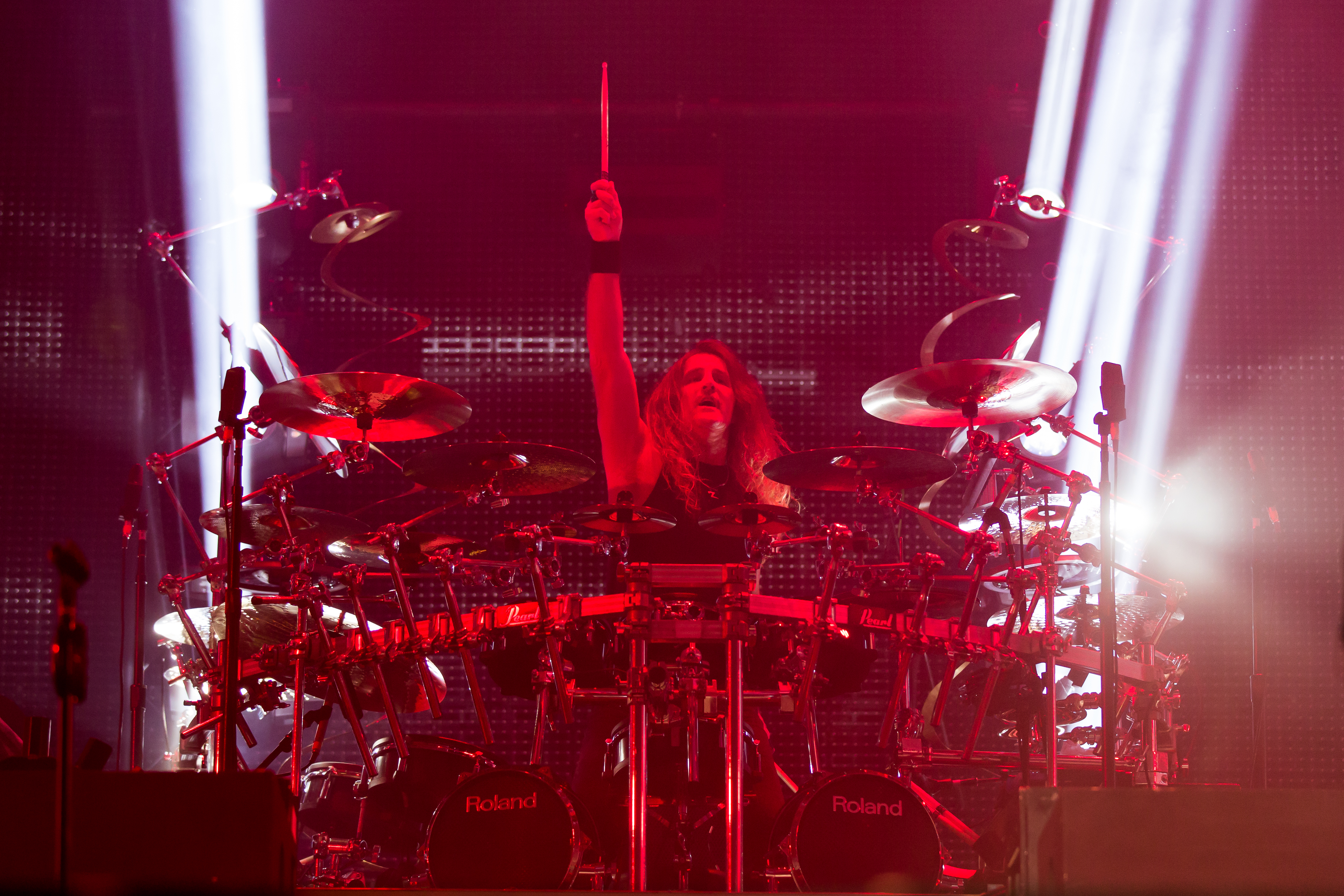
Jeff Plate 2015 mit Savatage auf dem Wacken Open Air

1993 rief Plate Zachary Stevens nach dem Tod von Criss Oliva an. Zu diesem Zeitpunkt sprach Stevens bereits mit Jon Oliva darüber, Plate in die Band zu holen. Er stieß jedoch erst 1994 endgültig zur Band, da diese noch Hoffnung hegten, Steve Wacholz in der Band zu halten. Zu dieser Zeit lernte Plate bereits alle Songs von Savatage. Er begann mit einer US-Tour und tourte danach mit der Band durch Japan, wo das Live-Album Japan Live 94 aufgenommen wurde. Zwischenzeitlich kam es zu einem Wechsel in der Band: Chris Caffery und Al Pitrelli ersetzten Alex Skolnick. 1995 erschien mit Dead Winter Dead das erste Studioalbum von Plate mit Savatage. Es ist ein Konzept-Album, das von dem Bosnien-Krieg handelt. Das Instrumental Christmas Eve (Sarajevo 12/24) wurde an Weihnachten 1995 ein unerwarteter Radio-Hit in den USA. Das Lied ist ein Medley aus dem ukrainischen Weihnachtslied Carol of the Bells und dem Lied God Rest Ye Merry Gentleman. Dieses Lied und sein Erfolg gaben Savatage den Anstoß, die Band Trans-Siberian Orchestra zu gründen, die diese musikalische Richtung weiter verfolgen sollte. Auch Jeff Plate ist ein Teil des Trans-Siberian Orchestra. 1996 erschien mit diesen das erste Album Christmas Eve and Other Stories, dass in den USA schon bald Platin-Status erreichte. 1997 veröffentlichte Plate mit Savatage das Konzeptalbum The Wake of Magellan, dass in Deutschland Platz 11 der Album-Charts erreichte. 1998 veröffentlichte das Trans-Siberian Orchestra das Album The Christmas Attic und 2000 das Album Beethoven's Last Night, das zum ersten Mal in der TSO-Geschichte kein Weihnachtsalbum ist. 2001 erschien mit Poets and Madmen das bisher letzte Album der Band Savatage. Nachdem die Band noch bis 2003 Konzerte gespielt hatte, gab sie 2007 endgültig die Auflösung bekannt. Bereits auf Poets and Madmen ist Zachary Stevens nicht mehr zu hören, da er die Band verlassen hatte. Auch Al Pitrelli hatte die Band bereits Richtung Megadeth verlassen. Seitdem hat er mit dem Trans-Siberian Orchestra diverse Veröffentlichungen gemacht.
2014 kündigten Savatage an, sich auf dem Wacken Open Air 2015 wiederzuvereinigen. Jedoch schloss Jon Oliva weitere Bandaktivitäten nicht aus. Ob Jeff Plate an der Reunion teilnehmen wird, ist noch nicht bekannt gegeben.

## Metal Church
2006 trat Jeff Plate der Band Metal Church bei. Kurz darauf veröffentlichte die Band das Album A Light in the Dark mit Plate. 2008 veröffentlichte Plate mit Metal Church das Album This Present Wasteland. Zwischen 2009 und 2012 war die Band offiziell aufgelöst. Bei der Reunion stieg Plate wieder an die Drums von Metal Church und spielte auch die beiden folgenden Studioalben Generation Nothing (2013) und XI (2016) mit ein. Im Frühjahr 2017 verließ er Metal Church und wurde durch Stet Howland ersetzt.

## Nebenprojekte
- 2004 spielte er auf dem Album Faces seines ehemaligen Savatage-Bandkollegen Chris Caffery. Noch im selben Jahr erschien der Nachfolger God Damn War. Auch auf dem 2005 erschienenen Album W.A.R.P.E.D. spielt Plate Schlagzeug.

## Diskografie
Savatage
- 1994: Japan Live 94 (Live-Album)
- 1995: Dead Winter Dead (Studio-Album)
- 1997: The Wake of Magellan (Studio-Album)
- 2001: Poets and Madmen (Studio-Album)

Trans-Siberian Orchestra
- 1996: Christmas Eve and Other Stories
- 1998: The Christmas Attic
- 2000: Beethoven's Last Night (kein Weihnachtsalbum)
- 2001: The Ghost of Christmas Eve (DVD)
- 2004: The Lost Christmas Eve (definitives Ende der Weihnachtsveröffentlichungen)
- 2007: The Trans-Siberian Orchestra (EP mit 6 Titeln, Limited Edition)
- 2009: Night Castle (Doppel-CD, kein Weihnachtsthema)
- 2012: Dreams of Fireflies (EP mit 5 Titeln)
- 2013: Tales of Winter (Best-Of)

Metal Church
- 2006: A Light In The Dark
- 2008: This Present Wasteland
- 2013: Generation Nothing
- 2016: XI

Chris Caffery
- 2004: Faces
- 2004: God Damn War
- 2005: W.A.R.P.E.D.